# KS Czarni Lwów
El KS Czarni Lwów fou un club de futbol polonès de la ciutat de Lwów (Lviv actual Ucraïna). Va néixer a finals del segle xix amb el nom Sława Lwów. El 1903 esdevingué professional amb el nom Czarni Lwów. Va desaparèixer el 1939.

## Referències

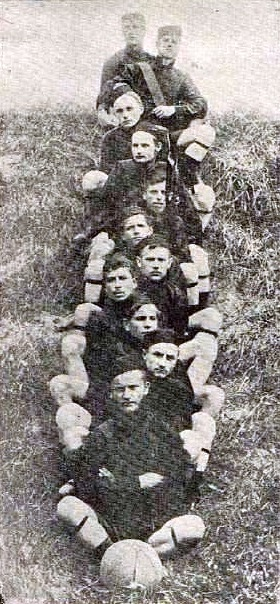
Czarni Lwów el 1904.
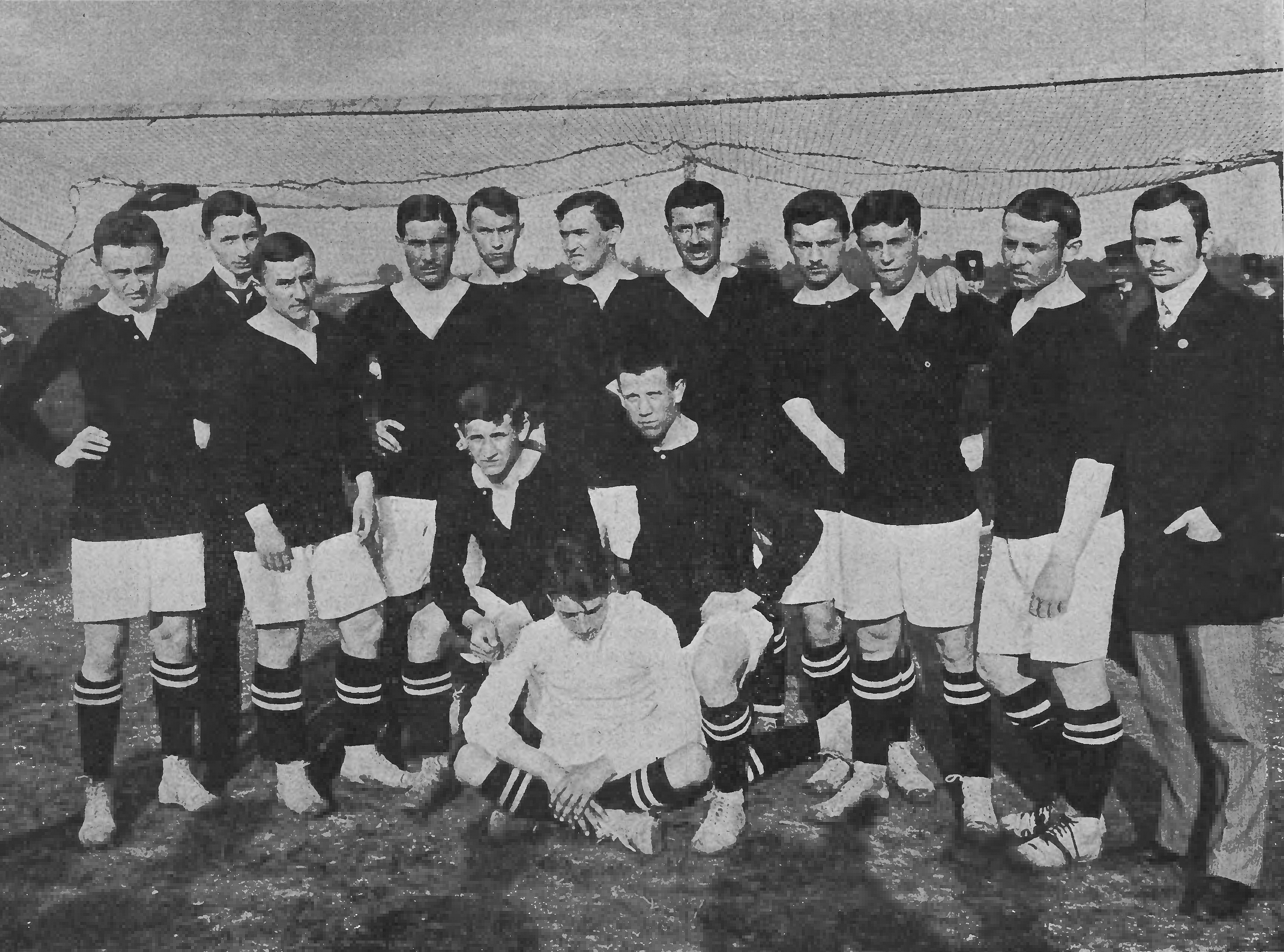
Czarni Lwów el 1909.
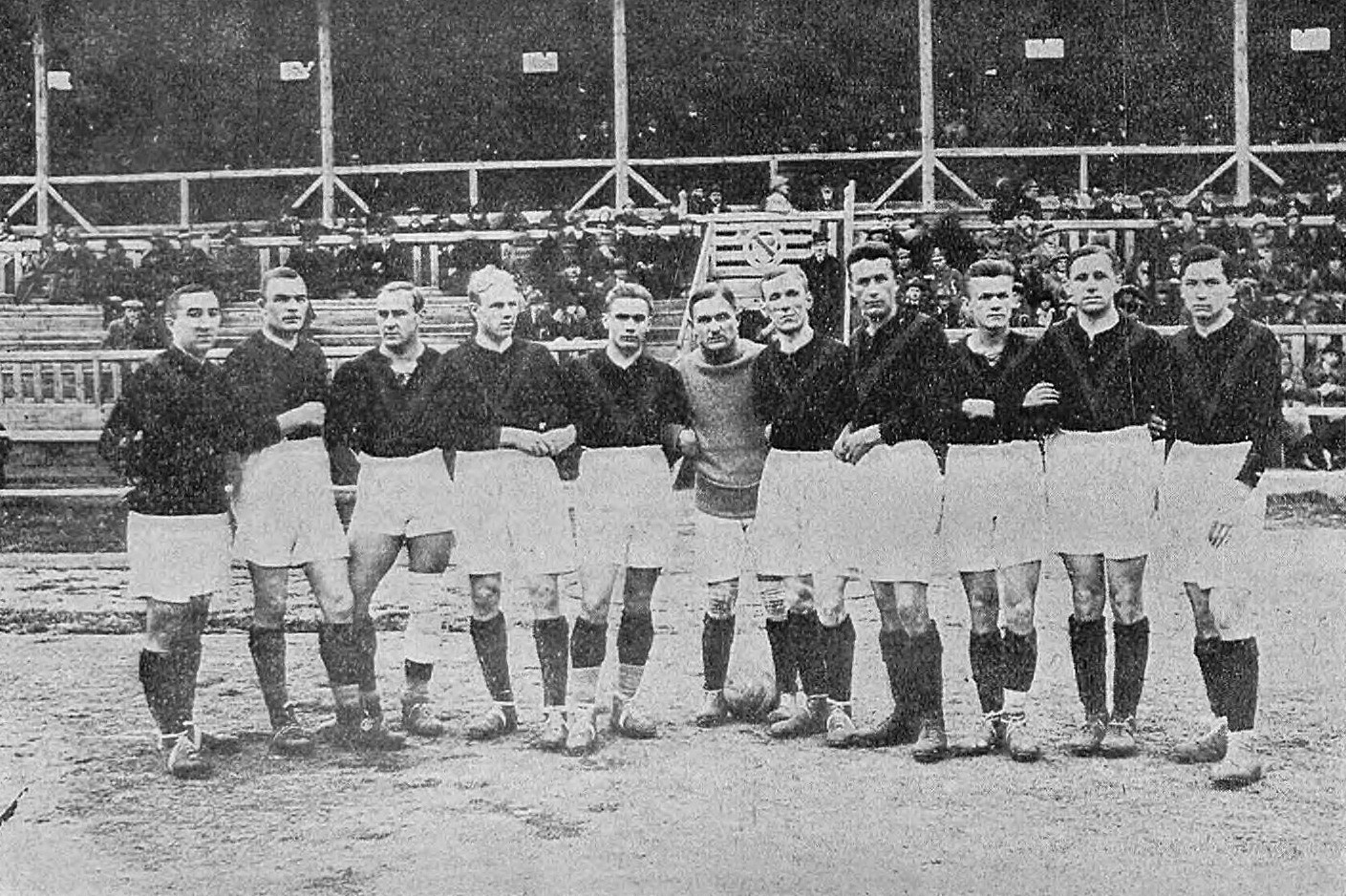
Czarni Lwów el 1924.